# 루이시토 피에
루이시토 피에(스페인어: Luisito Pié, 1994년 3월 4일 ~ )는 2016년 올림픽에서 동메달을 획득한 도미니카 공화국의 태권도 선수이다.

## 개인사
피에는 1994년 3월 4일 도미니카 공화국 몬테플라타 바야구아나에서 태어났다. 부모님은 아이티 출신이다. 피에의 아버지는 도미니카 공화국의 농업 종사자였는데 그를 양육하는데 신경을 쓰지 않았고 성조차 주지 않았다. 피에는 도미니카 계부와 어머니 밑에서 자랐다.
피에의 형 베르나도 또한 태권도 선수이며 2014년에 중앙아메리카·카리브해 경기 대회에 같이 참가하였다.

### 국적 논란
2014년 중앙아메리카·카리브해 경기 대회에 참여하여 금메달을 획득한 이후 그의 아이티 출신 논란이 시작되었다. 피에의 어머니가 TV에서 아들의 금메달에 감격하며 소감을 아이티 억양으로 말하였고 이로 인해 피에가 도미니카 공화국 국적이 아니라는 의심을 받기 시작했다.
2년후 올림픽에 참가하여 동메달을 획득하여 그의 국적에 관한 놀란이 소셜 미디어를 통하여 확산하였다
2016년 8월 19일 도미니카의 중앙 선거 관리위원회는 그의 동메달 획득을 축하하며 그의 친아버지가 선거신분증을 가지고 있으므로 국적에 아무런 문제가 없다고 답하였다. 그러나, 그녀의 어머니는 실제로 도미니카 공화국 민사소 JCE 공식 목록에 거주지가 불규칙한 사람들을 위한 특별 수혜 법에 등록되어 있었으며 2015년 6월 24일이전에는 도미니카인은 수혜대상자가 아니였다는 점에서 논란이 계속되고 있다.

## 선수 경력

### 2013년
2013년 볼리바르 경기 대회 58kg급에 참가하였다. 결승전에서 콜롬비아의 루이스 무뇨스에게 16-17로 패하며 은메달을 획득하였다. 피에는 후에 본인의 경험부족이 패배의 원인이였다고 말하였다.

### 2014년
피에는 산토 도밍고 오픈에서도 멕시코의 아벨 멘도사에게 승리하며 금메달을 획득하였고, 도미니카 공화국이 대회에서 2등을 하는데 일조하였다. 아과스칼리엔테스에서 열린 팬 아메리칸 선수권 대회에서도 금메달을 획득하였다.
이러한 우승 경력에 도미니카 공화국 태권도 협회 회장 프란시스코 카마초는 피에가 고국의 메달 기대주라고 말하였다. 2014년 중앙아메리카·카리브해 경기 대회 결승전에서 마지막 순간에 발차기에 성공하였고 금메달을 획득하였다. 피에는 이번 메달이 올림픽을 향한 발자국이며, 다른 어떠한 것에도 안주하지 않고 오로지 금메달을 향해서만 가겠다고 하였다.

### 2015
도미나카 공화국 올림픽 협회는 피에에게 2014년 올해의 태권도 선수 상을 수여하였다. 피에는 4월에 열린 국내 대학 토너먼트에서 우승을 했고, 가장 가치있는 선수상을 받았다.
2015년 팬아메리칸 게임과 2015년 하계 유니버시아드가 같은 기간에 열리는 관계로 피에는 우선순위를 정해야했고 팬아메리칸 게임을 참여하고 유니버시아드는 불참하였다. 멕시코 아과스칼리엔테스주에서 열린팬아메리칸 게임 예선 토너먼트에 참여하여 우승하며 팬아메리칸 게임 참정권을 획득하였다. 2015년 팬아메리칸 게임 58kg급에 참가하여 아르헨티나의 루카스 구즈만 상대로 8-6, 베네수엘라의 마리오 리엘 상대로 13-14 그리고 준결승전에서 아루바의 존 마두로상대로 3-4 승리하였다 하지만 멕시코의 카를로스 나바로에게 서든데스 패하며 우승에는 실패하였고 은메달을 획득하였다.
지역 대회 이후에 피에의 세계 랭킹이 모스크바에서 열리는 그랜드 프릭스에 참가할 수 있을 정도로 올랐다. 이 대회에서 피에는 첫라운드 상대 포르투칼의 루이 브라간사에게 패하였다. 피에는 아과스칼리엔테스주 팬 아메리칸 오픈에도 참가하였는데 카를로스 나바로에게 또 패하며 은메달을 획득하였다.
피에는 대한민국 문경시에서 열리는 2015년 세계 군인 체육 대회에도 대표팀으로 선발되었고 58kg급에 참가하여 동메달을 획득하였다. 2015년 마지막으로 참가한 경기였던 모로코 오픈에서 우승하며 한해를 마무리했다.

### 2016
2월에 네바다주에서 열린 미국 오픈에 63kg급에 참여하여 동메달을 획득하였다. 2016년 올림픽 태권도 팬아메리칸 예선에도 참가하여 58kg급 우승을 하며 올림픽 진출권을 받았다. 예선전 후 같은 경기장에서 열린 멕시코 오픈 63kg급에서 동메달을 획득하였다.
피에는 스페인 오픈에 참가하기 위해 베니카심으로 향하였고 카를로스 네바로에게 또 패하며 은메달을 획득하였다. 2주후에 열린 독일 오픈에서는 동메달을 획득하였다. 스페인과 독일에서의 경기 후 피에는 오로지 올림픽에만 열중하였다. 부상 치료를 위해 팬 아메리칸 선수권 대회에는 불참하였다.
피에는 현재 본인의 컨티션이 최고조이며 어떠한 선수와도 상대하여 이길 자신이 있다고 말했다. 2016년 하계 올림픽 태권도에 참가하였고 16강전에서 독일의 레벤트 툰캣 선수가 훈련도중 부상으로 경기참여 불가로 자동으로 8강에 진출하였다. 피에는 8강전에서 포르투칼의 루이 브라간사를 4대1로 이기며 준결승에 진출하였지만 태국의 테윈 한쁘랍에게 7-11로 패하며 결승 진출에 실패하였다. 하지만 동메달 결정전에서 스페인의 지저스 토르토사를 상대로 6-5 승리하며 동메달을 획득하였다. 피에가 획득한 동메달이 도미니카 공화국의 이번 올림픽 유일한 메달이다.